# آرکی‌او ۲۸۱
آرکی‌او ۲۸۱ (انگلیسی: RKO 281) فیلمی تاریخی درام است که در سال ۱۹۹۹ به نمایش درآمد.

## بازیگران
- لیو شریبر
- جیمز کرامول
- ملانی گریفیث
- جان مالکوویچ
- برندا بلتین
- روی شایدر
- لیام کانینگهام
- فیونا شاو
- دیوید سوشی
- تیم وودوارد